# Schengis Qassymbek

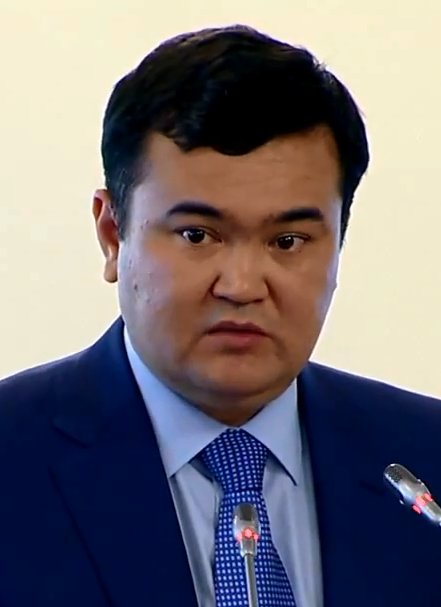
Qassymbek, 2016

Schengis Machmuduly Qassymbek (kasachisch Жеңіс Махмұдұлы Қасымбек Jeñıs Mahmūdūly Qasymbek, russisch Женис Махмудулы Касымбек Schenis Machmuduly Kassymbek; * 7. Mai 1975 in Tschu, Kasachische SSR) ist ein kasachischer Politiker. Seit Dezember 2022 ist er Bürgermeister der kasachischen Hauptstadt Astana.

## Leben
Qassymbek wurde 1975 in Tschu in der Oblast Dschambul geboren. Er absolvierte die Kasachische Staatliche Akademie für Architektur und Bauingenieurwesen in Alma-Ata, wo er 1997 einen Abschluss in Architektur erhielt. 2001 machte er einen weiteren Abschluss in Wirtschaftswissenschaften mit dem Schwerpunkt Staat- und Kommunalverwaltung an der Eurasischen Nationalen Universität.
Nach seinem Studium arbeitete Qassymbek zunächst an der Akademie für Architektur und Bauingenieurwesen, an der er zuvor seinen Abschluss machte. 1998 war er mehrere Monate lang für die Temirbank tätig, bevor er eine Behördenlaufbahn einschlug. So war er von 1998 bis 2000 Abteilungsleiter des Ausschusses für Antimonopolpolitik Kasachstans und anschließend bis 2004 Abteilungsleiter im Ministerium für Verkehr und Kommunikation. Zwischen 2004 und 2005 leitete er das staatliche Unternehmen, das den Hafen der Stadt Aqtau betreibt. Ab dem 4. November 2005 bekleidete er den Posten des stellvertretenden Ministers für Verkehr und Kommunikation. Dieses Amt bekleidete er bis zum 11. März 2009, danach war er Exekutivsekretär im selben Ministerium. Ab dem 3. März 2014 wurde er im Kabinett von Kärim Mässimow Minister für Verkehr und Kommunikation; dies blieb er bis zur Auflösung des Ministeriums im August desselben Jahres. Danach bekleidete er weitere Posten in der kasachischen Regierung. Ab August 2014 war er erster stellvertretender Minister für Investitionen und Entwicklung, ab dem 21. Juni 2016 Minister für Investitionen und Entwicklung und ab dem 26. Dezember 2018 Minister für Industrie und Infrastrukturentwicklung. Ab dem 25. Februar 2019 war Qassymbek dann stellvertretender Premierminister im Kabinett von Asqar Mamin.
Seit dem 19. September 2019 war er Äkim (Gouverneur) des Gebietes Qaraghandy. Dies blieb er etwa drei Jahre lang, bevor er am 8. Dezember 2022 von Präsident Toqajew zum Bürgermeister der Hauptstadt Astana ernannt wurde.

## Familie
Qassymbeks Vater ist Machmud Qassymbekow (* 1952), ebenfalls Politiker und langjähriger Leiter der Präsidialverwaltung von Nursultan Nasarbajew. Sein Bruder Ardaq Qassymbek (* 1977) ist Ökonom und in leitenden Positionen kasachischer Staatsunternehmen tätig. Schengis Qassymbek selbst ist verheiratet und hat vier Kinder.